# Góry Lasochowskie
Góry Lasochowskie – kolonia w Polsce położona w województwie świętokrzyskim, w powiecie jędrzejowskim, w gminie Małogoszcz.
W latach 1975–1998 miejscowość administracyjnie należała do województwa kieleckiego.
Spis powszechny z roku 1921 wymienia Lasochowskie Góry - wieś, było tu wówczas 16 domów i 96 mieszkańców